# Exoglossum laurae
Exoglossum laurae (Hubbs, 1931) è un pesce d'acqua dolce appartenente alla famiglia Cyprinidae.

## Diffusione e habitat
Questa specie è diffusa in America del Nord, nelle acque dolci di ruscelli rocciosi, torrenti e fiumi densamente vegetati del bacino idrografico del fiume Ohio (New York, Pennsylvania, Virginia Occidentale, Virginia e Carolina del Nord.

## Descrizione
Raggiunge una lunghezza massima di 16 cm.

## Riproduzione
Nel periodo riproduttivo il maschio costruisce nidi circolari o rettangolari spostando ciottoli con la bocca; la femmina depone fino a 1.800 uova.